# Petrinyai gyilkosságok
Petrinyai gyilkosságok alatt azokat a tömeggyilkosságokat és más bűncselekmények sorozatát értjük, amelyeket különböző szerb erők követtek el horvát hadifoglyok és civilek ellen 1991 szeptemberétől 1992 júniusáig a kulpamenti Petrinya városában és a környező területeken. A horvátokat több hónapon keresztül ölték meg, mind a város irányításáért vívott csata, mind később a megszállás alatt; a polgári területek elleni válogatás nélküli tüzérségi támadásokban, valamint a civilek és hadifoglyok elleni szándékos gyilkosságok során. Horvát források szerint több mint 250 ember vesztette életét (köztük 120 civil) ezekben a bűncselekményekben.

## Előzmények
Miután 1990-ben, az első szabad választásokon  a Horvát Szocialista Köztársaság kormánypártja választási vereséget szenvedett a Horvát Demokratikus Közösségtől (horvátul: Hrvatska demokratska zajednica – HDZ), a szerbek és a horvátok közötti etnikai feszültség tovább fokozódott,. A Jugoszláv Néphadsereg (szerbül: Jugoslovenska Narodna Armija – JNA) az ellenállás minimalizálása érdekében elkobozta Horvátország területvédelmi erőinek (horvátul: Teritorijalna obrana – TO) fegyvereit. Augusztus 17-én a feszültség a horvátországi szerbek nyílt lázadásává fajult, amelynek középpontjában a dalmát hátország túlnyomórészt szerbek lakta részei, Knin környéke (Splittől körülbelül 60 kilométerre északkeletre), valamint Lika, Kordun, Banovina és Kelet-Horvátország szerb többségű részei helyezkedtek el. 1991 januárjában Szerbia Montenegró, valamint a szerbiai Vajdaság és Koszovó tartományok támogatásával sikertelenül próbálta megszerezni a jugoszláv elnökség jóváhagyását a horvát biztonsági erők lefegyverzésére irányuló JNA-hadművelethez. A kérést elutasították, és a szerb felkelők és a horvát különleges rendőrség között márciusban lezajlott vértelen összecsapás arra késztette a JNA-t, hogy kérje a szövetségi elnökséget, hogy adjon neki háborús felhatalmazást és hirdessen ki rendkívüli állapotot. Annak ellenére, hogy Szerbia és szövetségesei támogatták, a JNA kérését március 15-én elutasították. Slobodan Milošević szerb elnök, aki inkább a Szerbia bővítésére irányuló törekvést választotta, mint Jugoszláviának Horvátországgal szövetségi egységként történő megőrzését, nyilvánosan azzal fenyegetőzött, hogy a JNA-t a szerb hadsereggel váltja fel, és kijelentette, hogy a továbbiakban nem ismeri el a szövetségi elnökség tekintélyét. A fenyegetés arra késztette a JNA-t, hogy Szerbia terjeszkedése érdekében feladta Jugoszlávia megőrzésének terveit, amivel a JNA Milošević irányítása alá került. Március végére a konfliktus az első halálos áldozatokkal eszkalálódott. Április elején a horvátországi szerb lázadás vezetői kinyilvánították szándékukat, hogy az ellenőrzésük alatt álló területeket egyesítik Szerbiával. Erre Horvátország kormánya úgy reagált, hogy ezeket a területeket szakadár régióknak tekintette.
1991 elején Horvátországnak nem volt reguláris hadserege, ezért védelmének megerősítése érdekében mintegy 20 000-re emelte, és ezzel megduplázta rendőri létszámát. A horvát rendőri erők leghatékonyabb része a 3000 fős különleges rendőrség volt, amely tizenkét, katonai rendszerben szervezett zászlóaljból állt. Mellette 16 zászlóaljban és 10 században 9-10 000 regionálisan szervezett tartalékos rendőr is működött, de hiányoztak a fegyvereik. A helyzet romlására reagálva májusban a különleges rendőrzászlóaljak négy, teljesen hivatásos gárdadandárrá történő bővítésével a horvát kormány létrehozta a Horvát Nemzeti Gárdát (Zbor narodne garde – ZNG). A Horvát Védelmi Minisztérium irányítása, és a nyugalmazott JNA tábornok Martin Špegelj parancsnoksága alatt álló négy gárdadandár körülbelül 8000 katonából állt. A szintén 40 000 főre bővített tartalékos rendőrséget a ZNG-hez csatolták, és 19 dandárra, valamint 14 önálló zászlóaljra szervezték át. Az gárdadandárok voltak a ZNG egyetlen olyan egységei, amelyek teljesen felszereltek kézifegyverekkel, de egész ZNG-ben hiányoztak a nehézfegyverek, és a dandárszint felett rossz volt a parancsnoki és irányítási struktúra. A nehézfegyverek hiánya olyan súlyos volt, hogy a ZNG a múzeumokból és filmstúdiókból elvitt a második világháborús fegyverek használatához folyamodott. A horvát fegyverkészlet akkoriban 30 000 külföldön vásárolt kézi lőfegyverből és 15 000, korábban a rendőrség tulajdonában lévő fegyverből állt. A gárdadandároktól elvett személyi állomány pótlására új, 10 000 fős különleges rendőrséget hoztak létre. 1991. szeptember 2-től a város szeptember 21-iki elestéig a JNA és más szerb erők több támadást vezettek Petrinya és a környező területek ellen.

## A gyilkosságok
1991. szeptember 2-án, 16-án és 21-én a JNA parancsnoka, Slobodan Tarbuk elrendelte Petrinya lakóövezeteinek válogatás nélküli ágyúzását abból a célból, hogy elriasszák a HV erőket a „Vasilj Gaćeša” laktanya megközelítésétől. Ezek a támadások súlyos károkat okoztak magánházakban, üzletekben és két templomban, és polgári áldozatokat is követtek. A leghalálosabb támadás 1991. szeptember 16-án történt, amikor Tarbuk aknavetős támadást rendelt el Petrinyában civilek ellen, öt civil halálát és 13 sérülését okozva. Tarbuk állítólag azt mondta: „Esküszöm az usztasa anyjukra, hogy a földig fogom rombolni Petrinyát.”
A petrinyai csata és a megszállás alatt tömeggyilkosságokat követtek el horvát civilek és hadifoglyok ellen. Szeptember 16-án a Vila Gavrilovićban, egy háború előtti vendéglátóhelyen egy 25 horvát katonából és MUP-rendőrből álló csoport megkísérelte megadni magát a szerb területvédelem és az SAO Krajina rendőrség tagjainak. Miután lefegyverezték őket, mind a 25 hadifoglyot kivégezték. A foglyok közül négyen túlélték súlyos sérüléseket, de a többiek meghaltak. A horvát hatóságok 1995. szeptember 14-én exhumáltak egy tömegsírt 19 áldozat földi maradványaival. A Vasilj Gaćeša laktanyában állítólag hadifoglyok kivégzésére is sor került. 1991. szeptember 16-án egy 23 horvát katonából álló csoportot a JNA csapatai és a szerb félkatonai csoportok több órán át kihallgattak és kínoztak, majd kivégezték őket.
Petrinya 1991. szeptember 21-én került a szerb erők kezére. A megszállt Petrinyában és a környező falvakban a szerb erők számos bűncselekményt követtek el olyan horvát civilek ellen, akik nem akarták elhagyni otthonukat, de néhány szerb civil ellen is, akik nem értettek egyet ezzel a politikával. Ezen a területen az ottmaradt horvát civilek ellen elkövetett gyilkosságokat az 1991. szeptembertől decemberig tartó időszakban jegyezték fel, de a legtöbb gyilkosság, civilek meggyilkolása és elrablása 1992 júniusáig tartott, amikor egész családokat öltek meg otthonukban, az utcákon vagy tűntek el végleg. A legtöbb áldozat Petrinya városában 1991 szeptemberében történt, amikor 98 ember vesztette életét, és ugyanennek a hónapnak mindössze három napja alatt 53 ember vesztette életét vagy tűnt el.
1991. október 6-án a szerb félkatonai csoportok felgyújtották a közeli Nova Drenčina falut, legalább két horvátot megölve; egy civilt és egy ZNG hadifoglyot. 1991. november 5-én a Kozbašić család négy tagját (köztük két kisgyermeket, 8 és 13 évesek) gyilkolták meg az SAO Krajina erői. 1991. december 22-én vagy 23-án a szerb félkatonai csoportok meggyilkolták a Križević család három tagját. A Križević családot meggyilkoló szerb egység tagjai 1992. január 6-án elrabolták és megölték Stjepan és Paula Cindrićet, akik mindketten helyi fogorvosok voltak. 1993. július 16-án a szerb erők a tűzszünet alatt a Kulpa folyó partján napozó horvát fiatalok egy csoportjára lőttek. Zrinka Gmaz (19 éves) meghalt, öccse (16 éves) és unokatestvére (17 éves) pedig megsebesült a lövöldözésben.

## Következmények
Petrinja és a környező területek felszabadítása után a Vihar hadművelet során a horvát hatóságok 45 tömegsírt találtak és exhumáltak. 1995-ben a horvát hatóságok négy tömegsírt találtak 46 horvát civil (38 férfi és 8 nő) maradványaival. Petrinján kívül, egy JNA laktanya közelében egy sírban 21 idős civil maradványait is megtalálták. 2012. március 16-án a város szeméttelepén nyolc holttestet fedeztek fel, akiket feltételezhetően horvátok öltek meg 1991-ben).
A Petrinyában elkövetett bűncselekmények miatt a horvát hatóságok több szerb ellen emeltek vádat. Jovo Begovićot az Interpol elfogatóparancsa alapján 2006-ban tartóztatták le Németországban, és kiadták Horvátországnak. 2007. április 25-én Begovićot bűnösnek találták 1991 szeptemberében elkövetett civilek elleni halálos és válogatás nélküli aknavetős támadásokban. A sziszeki kerületi bíróság öt év börtönbüntetésre ítélte. 2018 februárjában Slobodan Mutićot kiadták az Egyesült Államokból, és azzal vádolták, hogy részt vett Stjepan és Paula Cindrić 1992-es meggyilkolásában, de 2019 decemberében végül felmentették. Egy másik szerb harcost, Dragan Perenčevićet azonban bűnösnek találták, és távollétében 15 év börtönbüntetésre ítélték. 2015 júliusában a horvát igazságügyi minisztérium megerősítette az ausztrál Predrag Japranin kiadatását, akit azzal vádoltak, hogy 1991 novemberében meggyilkolt három petrinyai horvát civilt.
2017. október 31-én három volt krajnai szerb harcost 5 és fél és 7 és fél év közötti börtönbüntetésre ítéltek, mert felgyújtották a horvátországi Nova Drenčina falut. Mindhármukat pere fogták, és távollétükben elítélték.

## Fordítás
- Ez a szócikk részben vagy egészben  a   Petrinja killings című angol Wikipédia-szócikk ezen változatának fordításán alapul.  Az eredeti cikk szerkesztőit annak laptörténete sorolja fel. Ez a jelzés csupán a megfogalmazás eredetét és a szerzői jogokat jelzi, nem szolgál a cikkben szereplő információk forrásmegjelöléseként.